# St. Margareta (Heimenkirch)

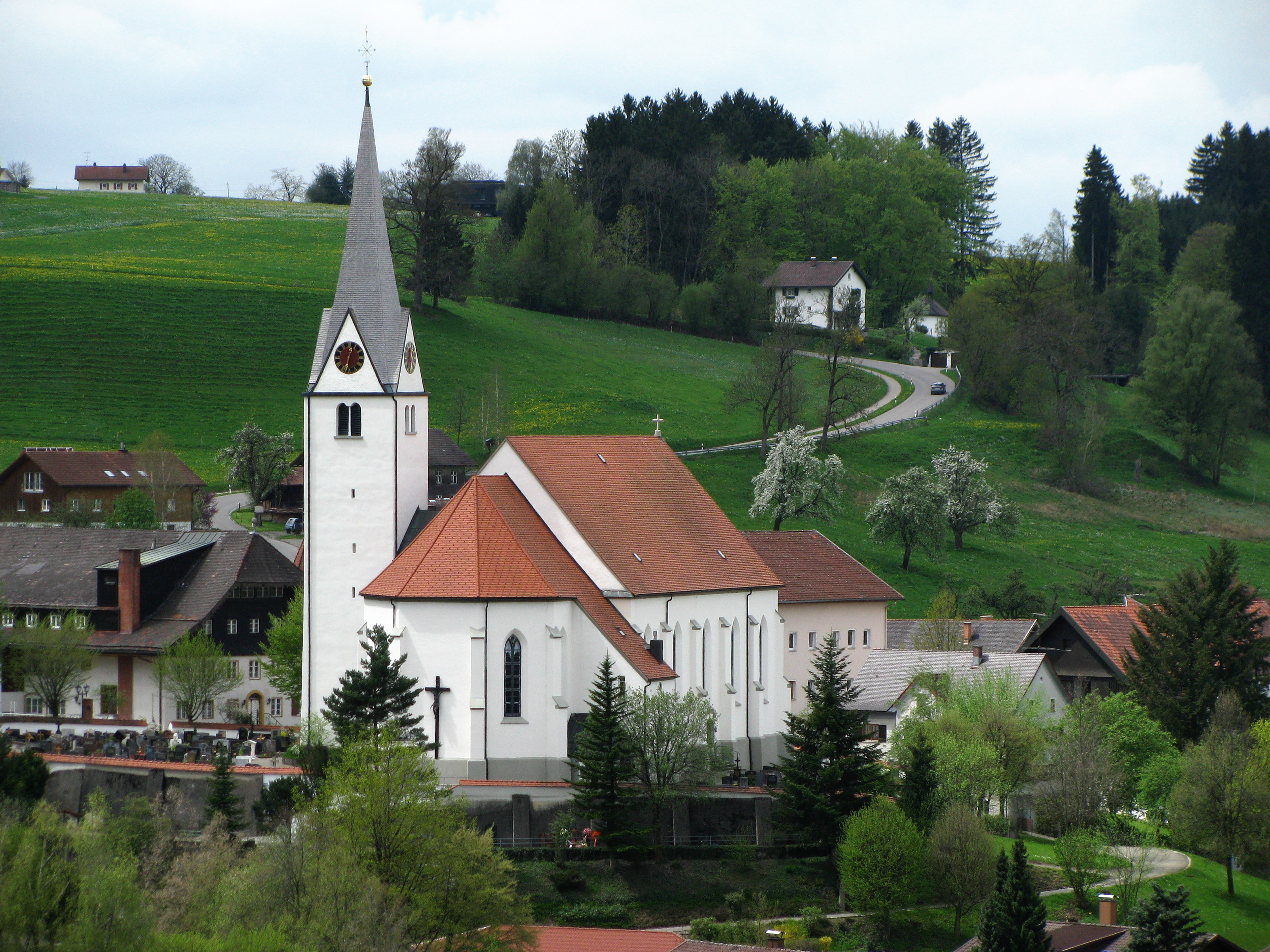
St. Margareta in Heimenkirch

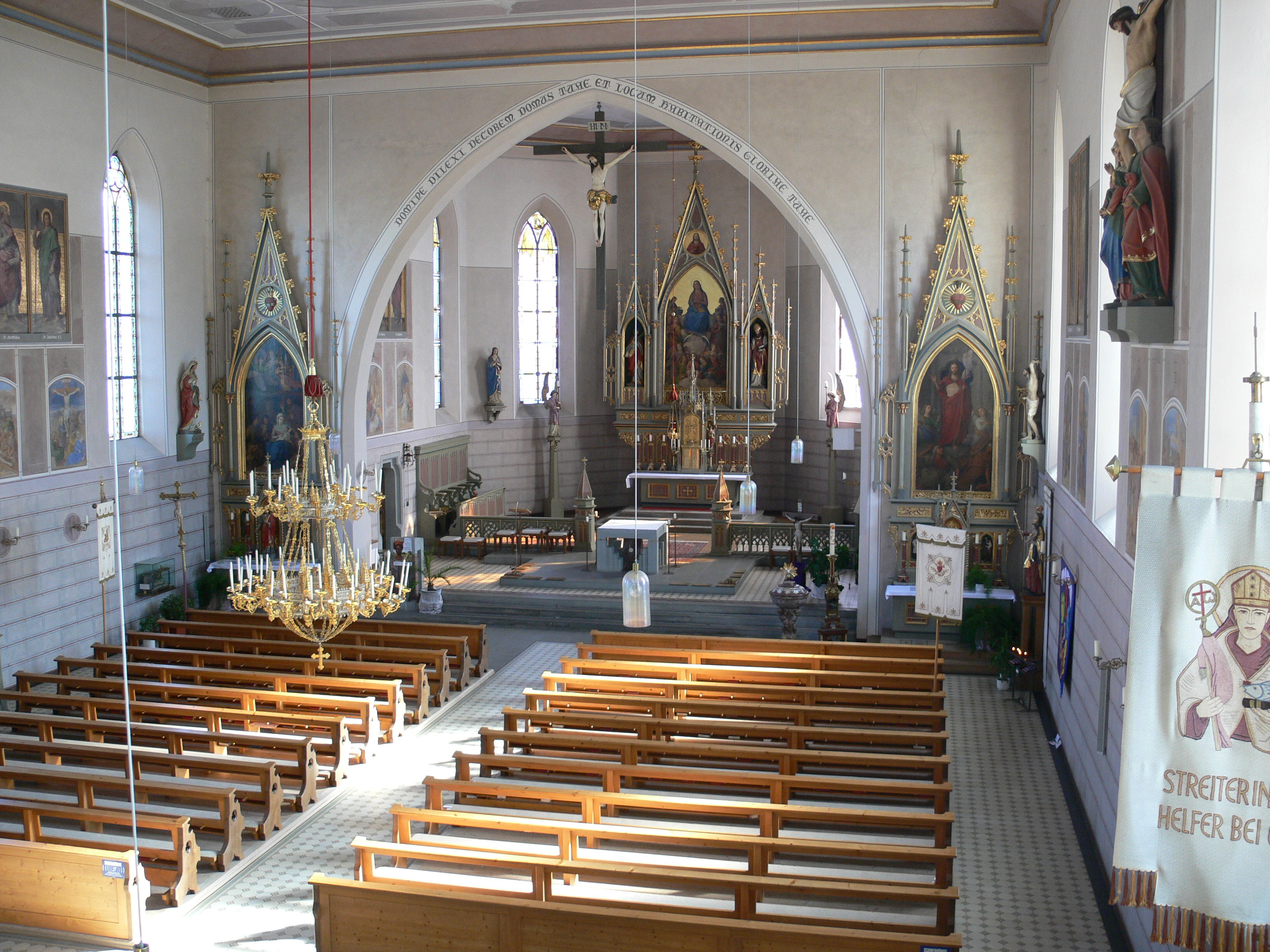
Inneres

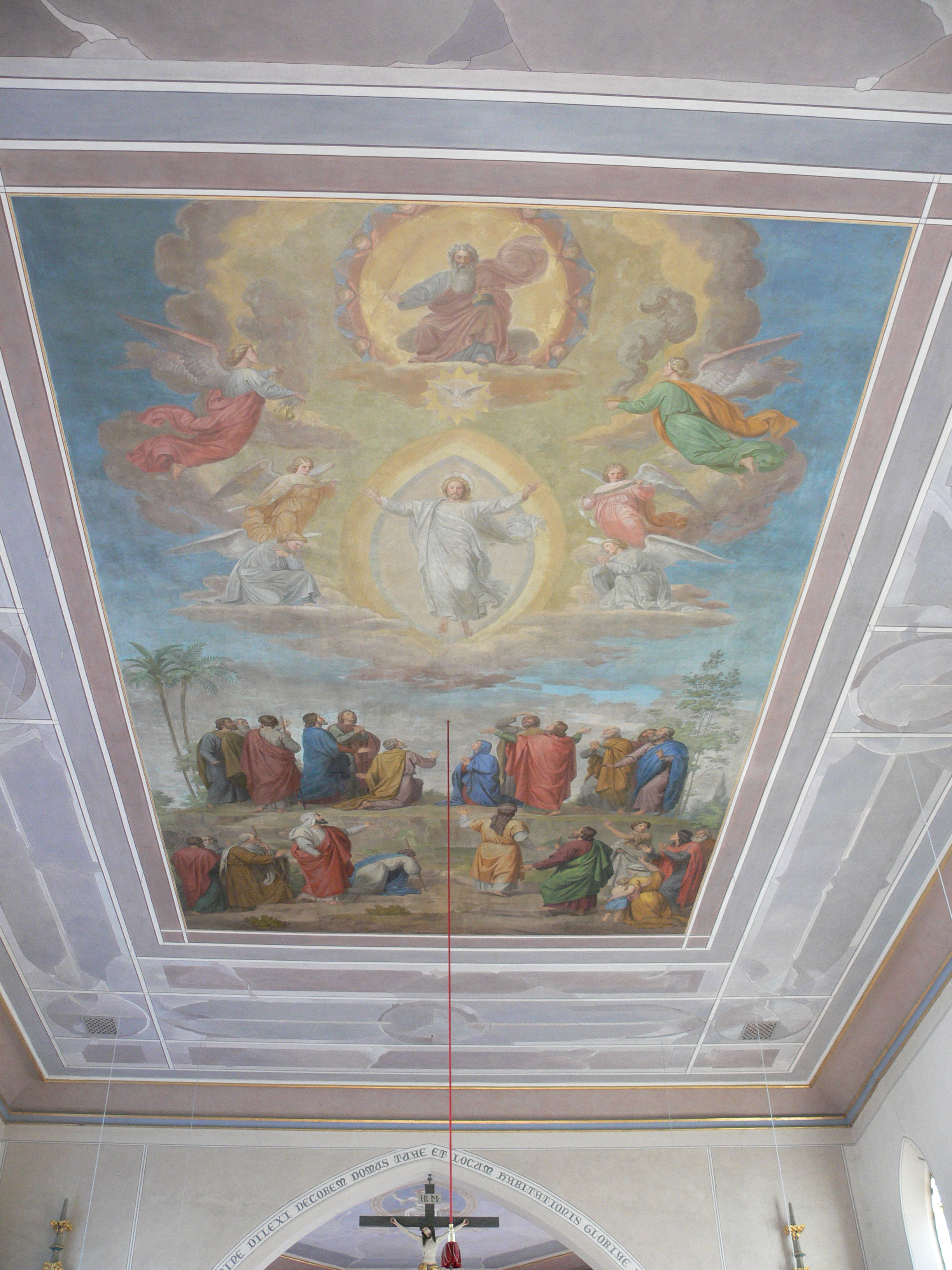
Deckengemälde im Langhaus

Die römisch-katholische Pfarrkirche St. Margareta steht in Heimenkirch, einem Markt im schwäbischen Landkreis Lindau (Bodensee) in Bayern. Das Bauwerk ist in der Liste der Baudenkmäler in Heimenkirch als Baudenkmal unter der Nr. D-7-76-114-1 eingetragen. Die Kirchengemeinde gehört zum Dekanat Lindau des Bistums Augsburg.

## Beschreibung
Die neugotische Saalkirche wurde 1844–1846 nach Plänen von Franz Xaver Ohmayer erbaut. Sie besteht aus einem Langhaus, einem eingezogenen, dreiseitig geschlossenen Chor im Osten, die beide von Strebepfeilern gestützt werden, einem Chorflankenturm an der Südwand und einer Sakristei unter dem Schleppdach an der Nordwand des Chors. Die unteren mittelalterlichen Geschosse des Chorflankenturms wurden um ein Geschoss aufgestockt, das hinter den als Biforien gestalteten Klangarkaden den Glockenstuhl mit fünf Kirchenglocken beherbergt, und mit einem spitzen Helm, zwischen den Giebeln bedeckt, in denen die Zifferblätter der Turmuhr angebracht sind.
Die neugotische Kirchenausstattung ist weitgehend original erhalten. Sie wurde von Franz Osterried entworfen. Das 1864/65 an der Decke des Langhauses angebrachte Fresko mit der Darstellung der Himmelfahrt Christi stammt von Max Bentele. Die Orgel wurde Mitte der 1920er Jahre von der G. F. Steinmeyer & Co. gebaut.